# جيم هارلي
جيم هارلي (بالإنجليزية: Jim Harley)‏ (21 فبراير 1917 في المملكة المتحدة - 1989 بليفربول في المملكة المتحدة) هو لاعب كرة قدم بريطاني (وحمل سابقاً جنسية المملكة المتحدة لبريطانيا العظمى وأيرلندا) في مركز الظهير. شارك مع منتخب اسكتلندا لكرة القدم. أما مع النوادي، فقد لعب مع نادي ليفربول.

## وصلات خارجية
- جيم هارلي على موقع قاعدة بيانات كرة القدم.إي يو (الإنجليزية)